# Rattus losea
Rattus losea es una especie de roedor de la familia Muridae.

## Distribución geográfica
Se encuentra en China, Laos, Taiwán, Tailandia, y Vietnam.